# Atholus torquatus
Atholus torquatus (лат.) — вид жуков-карапузиков из подсемейства Histerinae (триба Histerini, Histeridae). Широко распространен в Юго-Восточной Азии, включая Индонезию, Мьянму, Лаос, Таиланд, Вьетнам, Индию, Непал и Китай (Сычуань), Филиппины.

## Описание
Мелкие жуки-карапузики, длина тела около 4 мм. Тело овальное, умеренно выпуклое, чёрное; голени, усики, ротовые органы и вершинный край надкрылий рыжие. Данный вид можно отличить от близких видов по сочетанию прерывистой боковой пронотальной полосы в переднебоковом углу и мелкой пунктировки на апикальной части пигидия. Этот вид также обладает зубцами передней голени, увеличивающимися в размере апикально. Строение женских гениталий этого вида сходно с формой гонококсита A. philippinensis, который является широким и лопатообразным. Atholus torquatus были собраны в навозе коров, расположенных на более высокой и полулесистой местности. Субстрат также отличается от A. coelestis, поскольку A. torquatus обычно наблюдался в сыром, влажном навозе.

## Классификация
Вид был впервые описан в 1854 году французским энтомологом Sylvain Auguste de Marseul (1812—1890) под названием Hister torquatus Marseul, 1854. С 1906 года в составе рода Atholus (Histerinae, триба Histerini).